# Burundi nos Jogos Olímpicos de Verão de 1996
Burundi enviou 7 competidores para os Jogos Olímpicos de Verão de 1996, em Atlanta, nos Estados Unidos. Vénuste Niyongabo conquistou a única medalha da delegação, após vencer os 5000 m masculino do atletismo.

## Medalhas
| Atleta            | Esporte   | Evento           | Medalha |
| ----------------- | --------- | ---------------- | ------- |
| Vénuste Niyongabo | Atletismo | 5000 m masculino | Ouro    |

## Desempenho

### Atletismo
Masculino
| Atleta               | Evento   | Eliminatórias | Eliminatórias | Quartas-de-final | Quartas-de-final | Semifinais  | Semifinais  | Final       | Final           |
| Atleta               | Evento   | Tempo         | Pos.          | Tempo            | Pos.             | Tempo       | Pos.        | Tempo       | Pos.            |
| -------------------- | -------- | ------------- | ------------- | ---------------- | ---------------- | ----------- | ----------- | ----------- | --------------- |
| Arthémon Hatungimana | 800 m    | 1:47.10       | 1º/bat. 6     |                  |                  | Não avançou | Não avançou | Não avançou | Não avançou     |
| Charles Nkazamyampi  | 800 m    | 1:47.95       | 6º/bat. 4     |                  |                  | 1:44.92     | 4º/bat. 2   | Não avançou | Não avançou     |
| Dieudonné Kwizéra    | 1500 m   | 3:41.45       | 6º/bat. 5     |                  |                  | Não avançou | Não avançou | Não avançou | Não avançou     |
| Vénuste Niyongabo    | 5000 m   | 13:54.53      | 3º/bat. 3     |                  |                  | 14:03.48    | 2º/bat. 2   | 13:07.96    | Medalha de ouro |
| Aloÿs Nizigama       | 10000 m  | 27:53.21      | 4º/bat. 1     |                  |                  |             |             | 27:33.79    | 4º              |
| Tharcisse Gashaka    | Maratona |               |               |                  |                  |             |             | 2:32:55     | 90º             |

Feminino
| Atleta           | Evento  | Eliminatórias | Eliminatórias | Quartas-de-final | Quartas-de-final | Semifinais | Semifinais | Final       | Final       |
| Atleta           | Evento  | Tempo         | Pos.          | Tempo            | Pos.             | Tempo      | Pos.       | Tempo       | Pos.        |
| ---------------- | ------- | ------------- | ------------- | ---------------- | ---------------- | ---------- | ---------- | ----------- | ----------- |
| Justine Nahimana | 10000 m | 35:58.51      | 18º/bat.2     |                  |                  |            |            | Não avançou | Não avançou |

Legenda
| Recorde mundial      | Recorde mundial (World record)               |                       | Recorde africano                      | Recorde africano (African) |                                           | Q | Classificado por posição (Qualified) |
| Recorde olímpico     | Recorde olímpico (Olympic record)            | Recorde da América    | Recorde da América (Americas)         | q                          | Classificado por melhor tempo (Qualified) |   |                                      |
| Melhor marca do ano  | Melhor marca do ano (World leading)          | Recorde asiático      | Recorde asiático (Asian)              | DNS                        | Não largou (Did not start)                |   |                                      |
| Recorde nacional     | Recorde nacional (National record)           | Recorde europeu       | Recorde europeu (European)            | DNF                        | Não terminou (Did not finish)             |   |                                      |
| Recorde pessoal      | Recorde pessoal do atleta (Personal best)    | Recorde da Oceania    | Recorde da Oceania (Oceania)          | DSQ / DQ                   | Desclassificado (Disqualified)            |   |                                      |
| Recorde da temporada | Recorde da temporada do atleta (Season best) | Recorde sul-americano | Recorde sul-americano (South America) | NM                         | Sem marca (No mark)                       |   |                                      |